# Libnotes novaebrittanicae
Libnotes novaebrittanicae là một loài ruồi trong họ Limoniidae. Chúng phân bố ở miền Australasia.